# 機動戦士ガンダム 光芒のア・バオア・クー
『機動戦士ガンダム 光芒のア・バオア・クー』（きどうせんしガンダム こうぼうのア・バオア・クー）は、Ark Performanceの漫画作品。原作は矢立肇、原案は富野由悠季。『ガンダムエーススペシャル Vol.3 ガンダムエース2月号増刊』から『月刊ガンダムエース』2010年12月号にかけて不定期に連載された。

## 概要
一年戦争の最終決戦場である宇宙要塞ア・バオア・クーでの戦いに参加した、連邦軍とジオン軍の兵士や関係者のインタビューを基に、ドキュメンタリー映像の形式で描いた物語。また、同作者の『機動戦士ガンダム ギレン暗殺計画』、『機動戦士ガンダム MSV-R ジョニー・ライデンの帰還』のキャラクターの登場や物語の裏側を補足する描写など関連性は深く、実質的な外伝作品といえる。

## 登場人物
ユーイチ・アサイ
第1話（U.C.0089.3.5のインタビュー）に登場。連邦軍第142補給大隊所属の曹長で補給・補修用ボールのパイロットとしてア・バオア・クー戦に参加。空母ドロスの最後を目撃する。
彼の所属した142補給大隊は戦死傷率の高さで知られ、U.C.0080年にはその勇猛さを称えて連邦政府首相より表彰されている。以後も連邦軍に勤務するもU.C.0097に退役。その後は故郷である日本で家業に従事する。
アントニオ・レツィア
第2話（U.C.0085.7.5のインタビュー）に登場。地球撤退までランス・ガーフィールド少佐指揮下のジオン軍第4親衛旅団第5MS中隊でのエンジニアだった。宇宙に上がりソロモン戦の後、ア・バオア・クーに配属。司令部付き伝令として行動中にキシリアによるギレン殺害の現場に立ち会う。その後、ギレンの遺体を搬送した後に降伏、捕虜となった。
行われたインタビュー以外に一切の個人データが消去されており、故意か事故か調査中。
ランス・ガーフィルド
第2話のアントニオ・レツィアの会話に登場。上述のようにアントニオの上官で階級は少佐。アントニオの証言ではアフリカへの撤退戦後に死亡したとされる。
『ギレン暗殺計画』には同名、同じ顔の傷痍軍人ランス・ガーフィルド“中佐”が登場する。
コルバド・ストルツ
第3話（U.C.0089.5.13のインタビュー）に登場。ジオン軍第224MS小隊所属のMSパイロット。学徒兵として召集されア・バオア・クーに送られた。乗機のゲルググをガンダムに撃破されて漂流、撤退中のデラーズ艦隊に救助される。その後デラーズ・フリートのMSパイロットからアクシズの地球圏調査チーム、エゥーゴの諜報員などの立場で活躍した後に連邦軍に移籍したが、U.C.0088に退役。以降はジオン共和国にて戦史作家として活動している。
アルバート・ベル
第3話に登場。コルバド・ストルツの学徒兵時代の友人。MS操縦適性はコルバドより高く、ザクIIの配属となったが、ガンダムに撃破され戦死。アルバート戦死時の台詞は、TV版、映画版でアムロ・レイ搭乗のガンダムに撃破された学徒兵の台詞と同じもの。
オラース・エーメ
第4話（U.C.0084.9.16のインタビュー）に登場。ジオン軍第67医療大隊第4中隊に所属する軍医（中尉）。オデッサから転属後、「真空用医療パック」の扱いを習得したのちにア・バオア・クー戦に参加。ホワイトベースと交戦した陸戦隊の救命活動を行っており、その最後を目撃した。戦後、その経験を生かし無重力環境下における救急医療のスペシャリストとして、ジオン共和国中央医科大学付属病院救急チームの外科医として勤務。
ノーマン・デミトリス
第5話（U.C.0084.8.18のインタビュー）に登場。ジオン公国からの亡命者で構成される民間組織「ジオン亡命者共同連合」の主幹。子弟が編成した「亡命艦隊（EXILE FLEET）」がソーラ・レイ・システムにより全滅する直前までを語る。戦後はカプリ島にある自治区を離れる亡命者家族の就職斡旋などに奔走した。
グレッグ・ダグラス
第6話（U.C.0084.10.7のインタビュー）に登場。連邦軍第44MS戦隊所属の少尉でジムのパイロット。ア・バオア・クー戦を最後に姿を消したジオン突撃機動軍特別編成大隊「キマイラ」を最後に目撃した人物。戦後は家業の飲料品メーカーの経営を引き継ぐ。初めてFSSの取材を受けた4日後に自宅火災により死亡。彼のインタビューの記録は極秘裏に回収され、とある場所に封印された。

## 用語
FSS (Federation Survey Service)
Ark Performanceのガンダムシリーズによく登場する作者オリジナルの設定。本作はこのFSSの調査報告という形態を採っている。団体としての描写は『ジョニー・ライデンの帰還』でより詳細に描かれる。
一年戦争の終結後、軍部によって組織された兵器群調査委員会を母体とし、幾度かの改変と拡大縮小を繰り返しつつ成立した。戦争によって散逸した、データ収集と資料の編纂を行う一種の外郭団体である。
真空用医療パック
ジオン公国が開発しア・バオア・クー戦で実戦配備した医療用器具。格納時はスーツケース状だが展開すると特殊樹脂によるエアバッグとなり、患者を内部に格納した後に8個の気密弁から手を入れて治療を行う。必要に応じて壁面にベルトで固定したり、ワイヤーで連結して移送することが可能。後に連邦軍でもこのパックの優位性が認められ採用、民間にも普及することになった。
ジオン亡命者共同連合
ルウム戦役直後にジオン公国から亡命した人々を中心とした民間組織。連邦のプロパガンダに協力し、オデッサ戦後に「亡命部隊」を編成。主戦場が宇宙になると、亡命時に使用したムサイ級3隻による「亡命艦隊（EXILE FLEET）」としてレビル将軍座乗艦「フェーベ」の護衛に付いたが、ソーラ・レイ・システムにより消滅する。
なお、雑誌企画『ADVANCE OF Ζ 刻に抗いし者』において、グレート・デギンを護衛していたジム小隊のクリスティアン・カーク中尉が視認しており、「亡命ジオン軍」と述懐している描写がある。
キマイラ
ジオン突撃機動軍特別編成大隊。エースパイロットのみで編成されたエリート部隊という触れ込みだがプロパガンダで使用された記録には信頼性がなく、部隊の実情を証言できる人間がほとんどいないため謎の部隊とされている。『ジョニー・ライデンの帰還』にて詳細が描かれる。

## 単行本
- 2010年12月25日刊行 ISBN 978-4-04-715593-0